# Union des compositeurs belges
L'Union des compositeurs belges ASBL (néerlandais : Unie van Belgische Componisten VZW) est une organisation professionnelle belge de compositeurs fondée en 1960. Elle était étroitement liée à la société de droits d’auteur Sabam et le Centre Belge de Documentation Musicale CeBeDeM.
Son but est de promouvoir et défendre les compositeurs belges et leurs œuvres sur le plan national et international.
L'Organe d'Administration de l'Union des Compositeurs Belges est composé de 6 membres : 
- Membres francophones : Danielle Baas, Renier Doutrelepont, Fabio Schinazi
- Membres néerlandophones :  Pieter Schuermans, Luc van Hove, et Johan Sluys

Présidents :
- Marcel Poot (1901-1988), président de 1960 à 1972
- Willem Pelemans (1901-1991), président de 1972 à 1981
- Max Vandermaesbrugge (1933-2020), président de 1981 à 1985
- Vic Legley (1915-1994), président de 1985 à 1992
- Jacques Leduc (1932-2016), président de 1992 à 2010
- Carl Verbraeken (1950- ), président à partir de 2010 à 2023
- Danielle Baas (1958 -  ), présidente à partir de 2023